# Faculté de médecine de Lille
Ne doit pas être confondu avec Faculté libre de médecine de Lille.
La Faculté de médecine Henri Warembourg ou Faculté de médecine de Lille est une unité de formation et de recherche située sur le campus du CHU de Lille. Elle appartient à l'université de Lille. Avec plus de 12 000 étudiants, il s'agit de la plus grande unité de formation et de recherche en médecine de France. Elle porte le nom d'Henri Warembourg, ancien doyen de la faculté. Elle fait partie de l'UFR3S : Sciences de la Santé et du Sport.

## Professeurs et étudiants célèbres
- Iris Mittenaere (1993 - )  Miss France 2016 et Miss Univers 2016 en Odontologie